# Stade Loro-Boriçi
Le stade Loro-Boriçi (en albanais : Stadiumi Loro-Boriçi) est une enceinte sportive située dans la ville de Shkodër. C'est le deuxième plus grand stade de football albanais. Il a une capacité de 16 000 places. 
Initialement appelé stade Vojo-Kushi, il reçoit son nom actuel en l'honneur du joueur du club dans les années 1940 et 1950, Loro Boriçi. 
Il accueille des rencontres à domicile de l'équipe d'Albanie et d'une équipe évoluant dans le championnat d'Albanie, le KS Vllaznia Shkodër.

## Matchs de l'équipe nationale de football d'Albanie
| Date         | Compétition       | Adversaire | Résultat | Spectateurs |
| ------------ | ----------------- | ---------- | -------- | ----------- |
| 29 mars 2003 | Qualif. Euro 2004 | Russie     | 3 - 1    | 16 000      |
| 24 mars 2007 | Qualif. Euro 2008 | Slovénie   | 0 - 0    | 12 000      |
| 10 août 2011 | Amical            | Monténégro | 3 - 2    | 6 000       |